# Alva, Skottland
Alva är en ort i Storbritannien.   Den ligger i kommunen Clackmannanshire och riksdelen Skottland, i den norra delen av landet, 600 km norr om huvudstaden London. Alva ligger 22 meter över havet och antalet invånare är 5 130.
Terrängen runt Alva är kuperad norrut, men söderut är den platt. Runt Alva är det ganska tätbefolkat, med 192 invånare per kvadratkilometer. Närmaste större samhälle är Alloa, 4,2 km söder om Alva. Trakten runt Alva består i huvudsak av gräsmarker.